# Asactopholis opalinea
Asactopholis opalinea är en skalbaggsart som beskrevs av Hermann Burmeister 1855. Asactopholis opalinea ingår i släktet Asactopholis och familjen Melolonthidae. Inga underarter finns listade.